# Astragalus congestus
Astragalus congestus är en ärtväxtart som beskrevs av John Gilbert Baker. Astragalus congestus ingår i släktet vedlar, och familjen ärtväxter. Inga underarter finns listade i Catalogue of Life.